# 桃神祭2016 〜鬼ヶ島〜
『桃神祭2016 〜鬼ヶ島〜』（とうじんさいにせんじゅうろく おにがしま）は、ももいろクローバーZが横浜国際総合競技場（日産スタジアム）で2016年8月13日と14日に開催したライブ。
2日分を全て収録した映像作品は、オリコン週間DVD・Blu-rayミュージックチャート第1位を獲得。

## 概要
2014年から毎年夏に続けてきた「桃神祭」の集大成として、2日間で11万5446人の観客を動員して開催。新たに”鬼”というキーワードを加え、メンバーは「桃神の使者」として、闇に囚われた「鬼神」の心に光を取り戻すという崇高なコンセプトとなった。
ステージ中央には鬼ヶ島をイメージした鬼の門がお目見えし、メンバーもそこから登場。”鬼”にちなんで、秋田のなまはげを始めとする全国各地のお祭り団体が集結し、グループの楽曲に合わせた踊りを披露した。
参加団体
- 秋田・なまはげ太鼓
- 二子流東京鬼剣舞
- YOSAKOIソーランREDA舞神楽
- 熊本・菊池白龍祭り
- 愛媛・うわじま牛鬼まつり
- 宮城・仙台すずめ踊り
- 九世野村万蔵（能楽）
- SAMURAI ROCK ORCHESTRA
- ももクロ和楽器隊（ヒダノ修一率いる和楽器バンド）

本年はライブに先駆けて、メンバー5人がそれぞれ、上記のお祭りが行なわれている街に出向いた。団体と事前の交流を図るとともに、コラボレーションにおけるパフォーマンスの向上に繋げた。
他にも新しい試みとして、日本最大級の日産スタジアムを縦長に使って奥行きを持たせた点や、リフター（せり上がるステージ）と噴水による演出、謎の「ジャンボ有安人形」登場などが挙げられる。DAY1には”鬼”つながりのゲストとして、雷様に扮した高木ブーも登場。高城れにとウクレレをコラボ演奏した。
両日とも、しっとり聴かせる曲（「灰とダイヤモンド」「キミノアト」）で締めくくる構成。百田夏菜子は、「ももクロのライブの幅も広がってきたんだと思うし、大人になるにつれ、もっとしっかりバラードが歌えるようになったら、ライブのスタイルも変わってくるんじゃないかなと思います」と述べている。
DAY2の最後に高城れには、「自分にとっての鬼は生きていればたくさんいる。でもそういう鬼は、自分を一番いい方向に向かわせてくれる」と、演出の裏に込められた意味を語った。後日談では、その”鬼”とは自分自身のことであり、「心の中の葛藤は自分が鬼となって打ち勝つもの」との解釈も示している。
なお今回のライブには警視庁が、事件や事故で親や兄弟を亡くした児童とその保護者らを約40名招待した。

## セットリスト

### DAY1
1. Guns N’ Diamond
2. ゴリラパンチ
3. マホロバケーション
4. ワニとシャンプー
5. 仮想ディストピア
6. 希望の向こうへ
7. 武陵桃源なかよし物語
8. WE ARE BORN
9. カントリーローズ -時の旅人-
10. イマジネーション
11. Chai Maxx
12. 行くぜっ!怪盗少女
13. JUMP!!!!!
14. スターダストセレナーデ
ゲストの高木ブーとのコラボ
15. 桃色空
16. デモンストレーション
17. コノウタ
18. Hanabi
19. 愛を継ぐもの
20. 黒い週末
21. ザ・ゴールデン・ヒストリー（アンコール）
22. ニッポン笑顔百景（アンコール）
23. 青春賦（アンコール）
24. 走れ！-Z ver.-（アンコール）
25. 灰とダイヤモンド（アンコール）

### DAY2
1. マホロバケーション
2. 勝手に君に
3. 武陵桃源なかよし物語
4. ワニとシャンプー
5. DNA狂詩曲
6. サボテンとリボン
7. カントリーローズ -時の旅人-
8. ゴリラパンチ
9. WE ARE BORN
10. イマジネーション
11. 労働讃歌
12. ROCK THE BOAT
13. JUMP!!!!!
14. モノクロデッサン
15. デモンストレーション
16. ココ☆ナツ
17. Hanabi
18. Guns N' Diamond
19. サラバ、愛しき悲しみたちよ
20. ザ・ゴールデン・ヒストリー（アンコール）
ライブ映像 - YouTube
21. ニッポン笑顔百景（アンコール）
22. 仏桑花（アンコール）
23. 行くぜっ!怪盗少女（アンコール）
24. キミノアト（アンコール）

## サポートメンバー
「ダウンタウンももクロバンド」と「ももクロ和楽器隊」と呼ばれるバンドによる生演奏が行われた。
ダウンタウンももクロバンド
- 武部聡志 - 音楽監督・キーボード
- 村石雅行 - ドラムス
- 福長雅夫 - パーカッション
- 浜崎賢太 -  ベース
- 西川進 - ギター
- 佐藤大剛 - ギター
- 宗本康兵 - キーボード
- 竹上良成 - サクソフォン
- 小澤篤士 - トランペット
- 半田信英 - トロンボーン
- 加藤いづみ - コーラス
- marron - コーラス

ももクロ和楽器隊
- ヒダノ修一 - 太鼓
- 一彩 - 太鼓
- 金刺敬大 - 太鼓
- 小山豊 - 津軽三味線
- 小山清雄 - 津軽三味線
- 藤井黎元 - 津軽三味線
- 土生みさお - 津軽三味線
- 小湊昭尚 - 尺八
- こと - 篠笛
- 藤舎呂英 - 小鼓
- 藤舎呂裕 - 小鼓
- 堅田昌宏 - 小鼓